# Sevede

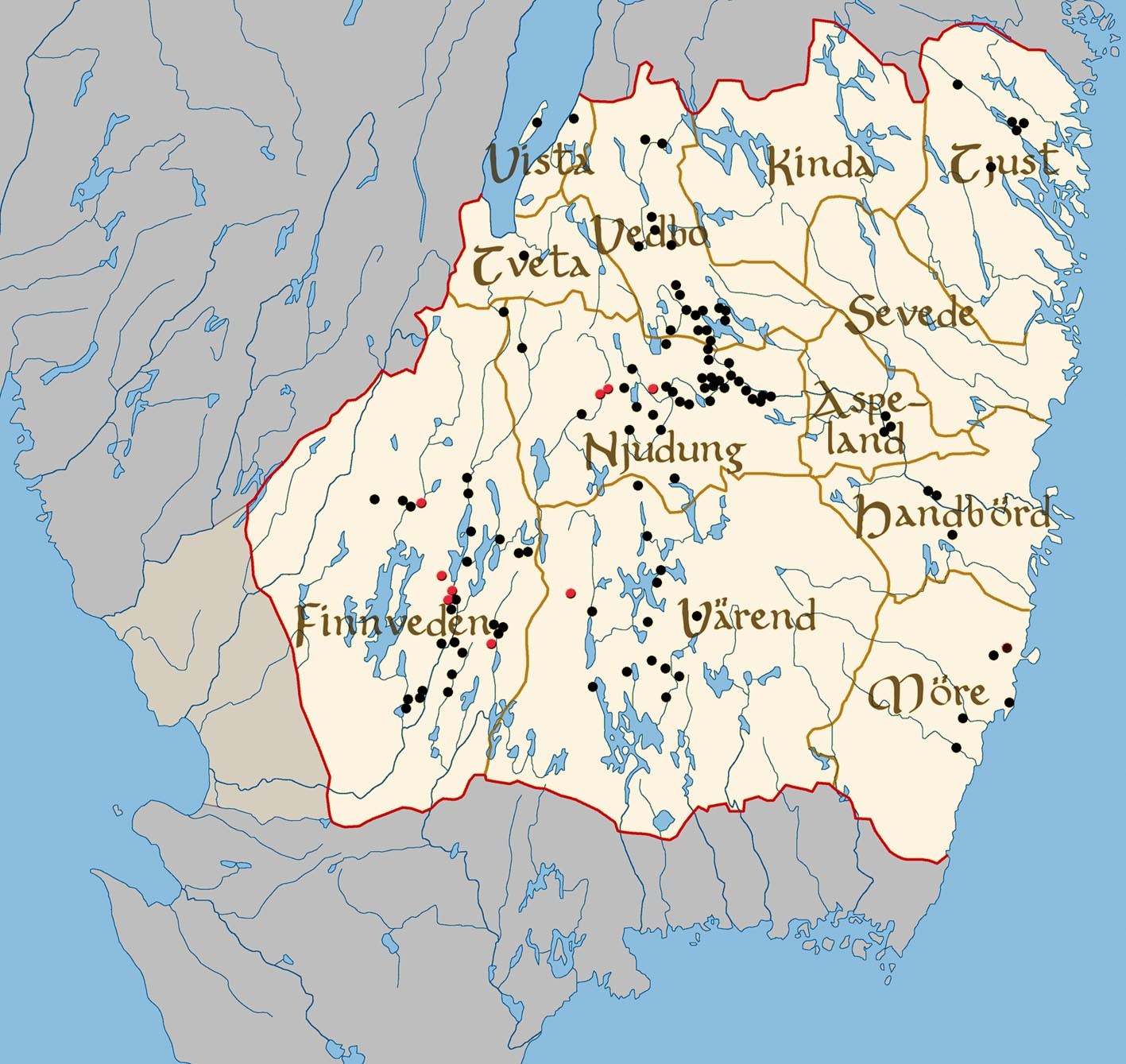
De olika bygderna i vikingatidens Småland. Röda och svarta punkter anger landskapets runstenar. Röda punkter visar på runstenar med texter om långväga färder.

Sevede var ett av de medeltida småländska små landen. Sevede omfattade hela nuvarande Vimmerby kommun, men också norra delarna av Kristdala socken och hela Misterhults socken i nuvarande Oskarshamns kommun. Folklandet sträckte sig från inlandet, med Vimmerby som centralbygd och tingsplats, ända ut till kusten och hamnplatsen Figeholm.
Området kom senare att delas i två härader, Sevede härad i väster och Tunaläns härad i öster.[källa behövs]
Sevede tillhörde under medeltiden Kalmar slottslän och stod under kontroll av fogden på Kalmar slott.[källa behövs]

## Namnet
Sigwidhæ, 1311. Efterleden, fornsvenskt, vidhe, innehåller dativ av fornsvenskans vidher, 'skog', jämför Tiveden. Förleden, fornsvenskt, Sigh-, är att sammanhålla med dialektorden siga, sega 'sakta rinna fram, sippra fram' och sig, seg 'framsipprande vatten; vattensjukt ställe'. Namnet Sevede antas syfta på området kring Stångån och Krön, vilket om vårarna har en benägenhet att svämma över.